# Sabine Buis
Sabine Buis, née le 15 septembre 1970 à Aubenas (Ardèche), est une femme politique française. Elle est conseillère départementale du canton d'Aubenas-2 de 2015 à 2021 et elle est députée de la 3e circonscription de l'Ardèche de 2012 à 2017. Elle dirige Calade, une société de conseil stratégique et opérationnel.

## Biographie
Titulaire d'un Master en Sciences Economiques et Sociales (SES) en 1993, elle devient professeure de Sciences Economiques et Sociales au lycée Gimond d'Aubenas pendant 16 ans.
C'est en 1998 qu'elle s'engage au Parti socialiste, au sein de la fédération de l'Ardèche. Après 10 ans de militantisme, elle est candidate aux élections régionales Rhône-Alpes en mars 2010, au sein de la liste conduite par Jean-Jack Queyranne. Une fois élue conseillère régionale, elle décide de s'investir plus particulièrement sur les questions relatives à l'éducation (en tant que vice-présidente de la Commission des formations initiales et des lycées) et au développement local (elle est vice-présidente du Parc naturel régional des Monts d'Ardèche, et chef de projet du Pays de l'Ardèche Méridionale). C'est d'ailleurs au nom du développement local et de la transition énergétique qu'elle s'engage très tôt dans le combat contre les gaz de schiste.
Candidate aux élections législatives en 2012, elle est élue première femme députée de l'Ardèche, le 17 juin 2012, avec 51,23 % des voix. Elle est membre de la Commission aménagement du territoire et développement durable à l’Assemblée nationale où elle défend l’égalité des territoires.
Particulièrement engagée sur les questions environnementales, elle défend l’idée selon laquelle "le système a atteint ses limites et que la crise appelle à un changement". Le développement durable, expression très galvaudée selon elle, n’est pas le développement qui permet au système de durer, mais celui qui permet à la société de se développer de façon plus équitable. Son combat à l’Assemblée nationale se fait en faveur des énergies renouvelables, de la création d’emplois et de la croissance verte.
Dès l’automne 2012, elle est désignée rapporteur du projet de loi relatif à la mise en œuvre du principe de participation du public défini à l’article 7 de la charte de l'environnement. Mobilisée dans la lutte contre l’exploration et l’exploitation des gaz de schiste,, elle est membre du groupe de travail sur la réforme du code minier. Fin septembre 2016, elle fait partie des députés socialistes qui déposent à l'Assemblée nationale la proposition de loi n°4043 "portant adaptation du code minier au droit de l’environnement", qui paradoxalement facilite l’exploitation du sous-sol et complique les recours contre celle-ci. Cette proposition de loi est retirée le 18 novembre 2016 mais pourrait être déposée sous une autre forme d'ici la fin de la mandature 2017-2022.
En décembre 2013, elle est élue vice-présidente de la Commission d’enquête sur les coûts de la filière nucléaire. Puis, en 2014, elle est nommée rapporteure des titres II (rénovation énergétique) et IV (économie circulaire) du projet de loi relatif à la transition énergétique pour la croissance verte.
En mars 2015, elle est élue conseillère départementale du canton d'Aubenas-2 en tandem avec Max Chaze. Ils ont pour suppléants Georges Fangier et Marielle Thinon. Elle est nommée 10e vice-présidente chargée de l'attractivité, de l'agriculture, de la relation aux territoires et de la participation citoyenne.
Elle est également membre du Conseil d’orientation de l’Institut du Développement Durable et des Relations Internationales (IDDRI) ainsi que du Conseil stratégique et professionnel du Mastère spécialisé Transition énergétique (Emlyon Business School - ECAM Lyon). Elle siège enfin à l’Observatoire National de la Présence Postale.
Candidate en juin 2021 à un deuxième mandat de conseillère départementale du canton d'Aubenas-2, son binôme est battu par celui de la droite. Cette défaite intervient alors que la droite reprend le conseil départemental après 23 ans de gestion socialiste.

## Décorations
- Chevalier de l'ordre national du Mérite Elle est faite chevalier le 15 novembre 2018[13].